# Lastbilskombination

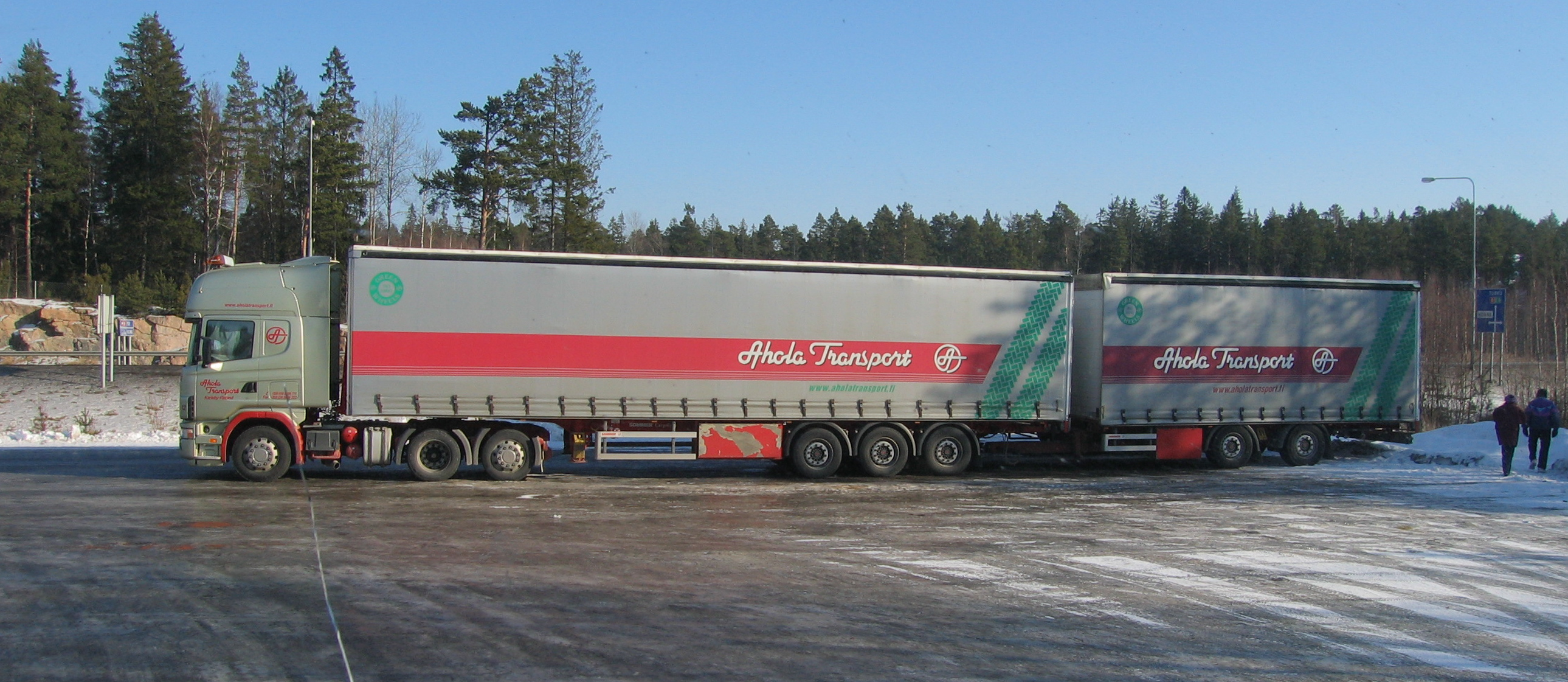
Dragbil med semitrailer och släpvagn.

Lastbilskombination är en lastbil med påkopplat släpfordon (kan också vara dragbil med trailersläp). Oftast är den kombination cirka 24 meter långt även europasystem som är 25,25 meter.